# Franciszek Jakowczyk
Franciszek Jakowczyk ps. Karny (ur. 12 maja 1928 w Samołowiczach, zm. 9 stycznia 2019 we Wrocławiu) – polski wojskowy, żołnierz podziemia antyniemieckiego i antykomunistycznego, więzień łagrów.

## Życiorys
Urodzony 12 maja 1928 r. w Samołowiczach w gminie Piaski powiatu wołkowyskiego. Syn polskiego żołnierza Włodzimierza i nauczycielki historii Anny. Od 1943 r. walczył w Armii Krajowej (ps. Karny) jako członek oddziału Alfonsa Kopacza ps. Wróbel. Od 1944 roku jego oddział walczył przeciwko okupacji sowieckiej, likwidując organizatorów kołchozów, szefów komitetów partii komunistycznej itp. Pojmany i aresztowany 25 kwietnia 1948 r., został przewieziony do więzienia w Wołkowysku, a potem w Grodnie. Po brutalnym śledztwie został skazany na 25 lat łagrów. Jesienią zesłany do łagru w Incie w Komijskiej ASRR.
W 1950 r. w czteroosobowej grupie zbiegł z łagru, jednak jako jedyny został schwytany żywcem i skazany na karę śmierci, zamienioną na karę 25 lat pozbawienia wolności. W 1955 r. został przeniesiony do miasta Włodzimierza, w 1963 r. został przeniesiony do Potmy w Mordwińskiej ASRR, a 27 sierpnia 1969 r. został zwolniony. Ze względu na odbyty wyrok odmówiono mu prawa do repatriacji do Polski, gdzie przebywali jego krewni, w związku z czym zamieszkał w Dołbyszu na Żytomierszczyźnie i tam założył rodzinę.
W maju 2008 r. otrzymał Kartę Polaka, a 27 października 2018 r. w Dolnośląskim Urzędzie Wojewódzkim otrzymał polskie obywatelstwo z rąk prezydenta Andrzeja Dudy.
Zmarł 9 stycznia 2019 roku; spoczął na Cmentarzu Osobowickim we Wrocławiu.

## Odznaczenia
- Krzyż Oficerski Orderu Odrodzenia Polski – 2019, pośmiertnie[4][5]
- Srebrny Medal „Polakom byłym żołnierzom Armii Czerwonej”
- Medal „Pro Memoria” – 2005
- Odznaka „Weteran Walk o Wolność i Niepodległość Ojczyzny”
- Jubileuszowy Medal "65 lat Zwycięstwa w Wielkiej Wojnie Ojczyźnianej 1941-1945" – Ukraina, 2010
- Medal „Obrońca Ojczyzny” – Ukraina (wzór sprzed 2015)
- Medal Pamiątkowy „Za patriotyzm wobec Ukrainy” (organizacja weteranów ATO Żytomierszczyzny) – Ukraina, 2017[6]